# Титова, Тамара Николаевна
Тамара Николаевна Титова — советский хозяйственный, государственный и политический деятель, Герой Социалистического Труда (1981).

## Биография
Родилась в 1931 году в Ленинграде. Член КПСС с 1974 года.
С 1946 года — на хозяйственной, общественной и политической работе. В 1946—1986 гг. — бригадир пошивщиков обуви Ленинградского производственного обувного объединения «Скороход» имени Я. А. Калинина Министерства легкой промышленности РСФСР.
Указом Президиума Верховного Совета СССР от 29 мая 1981 года присвоено звание Героя Социалистического Труда с вручением ордена Ленина и золотой медали «Серп и Молот».
Избирался депутатом Верховного Совета РСФСР 7-го и 8-го созывов.
На данный момент проживает в Санкт-Петербурге.